# 哈蒙德 (伊利諾伊州)
哈蒙德（英語：Hammond）是位於美國伊利諾伊州皮亞特縣的一個村落。

## 地理
哈蒙德的座標為39°47′50″N 88°38′42″W / 39.79722°N 88.64500°W，而該地最高點為海拔高度206米（即676英尺）。

## 人口
根據2010年美國人口普查的數據，哈蒙德的面積為1.96平方千米，當中陸地面積為1.96平方千米，而水域面積為0.00平方千米。當地共有人口509人，而人口密度為每平方千米259人。